# Groden (Cuxhaven)
Groden ist ein Stadtteil von Cuxhaven und liegt östlich des historischen Ritzebüttel.

## Geografie

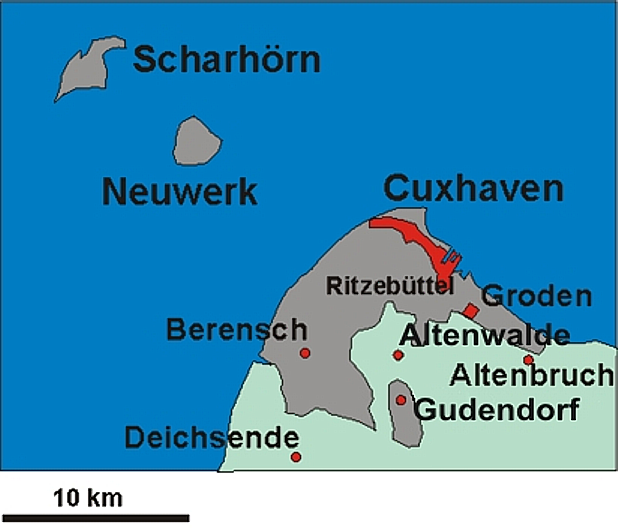
Landherrenschaft Ritzebüttel 1815–1937

Eine natürliche Grenze bildet die Nordsee im Norden, wo auch der Stadtteil der Kernstadt Cuxhaven liegt. Zudem grenzen die Ortsteile Süder- und Westerwisch sowie Altenwalde westlich und Altenbruch südlich.

## Geschichte
Groden entstand aus dem Zusammenschluss mehrerer Bauernhöfe. Anfang des 13. Jahrhunderts wurde das Kirchenschiff der romanischen Kirche St. Abundus aus Feldsteinen gebaut. Der Herzog Erich I. von Sachsen-Lauenburg verpfändete 1324 die Kirchspiele von Groden und Altenwalde an Wolderich Lappe.

Die Lappes ihrerseits verpfändeten die Kirchspiele im Jahre 1372 an Hamburg. Weil 1374  die fällige Rückzahlung ausblieb, gelangten Groden und Altenwalde in den Pfandbesitz Hamburgs.
Am 31. Juli 1394 wurden die verpfändeten Kirchspiele durch einen Kaufvertrag offiziell Hamburger Grundbesitz und damit gleichzeitig Teil des Hamburgischen Amtes Ritzebüttel.
1562 wurde eine Schule in Groden erstmals erwähnt. 1629 entstand ein erster Schulneubau. 1616 wurde damit begonnen, das Grodener Außendeichland einzudeichen. Am 26. Juni 1756 wurden große Teile von Groden durch einen Tornado zerstört. Der wuchtige quadratische Kirchturm stammt von 1785, der Chor und die Erhöhung des Kirchenschiffs aus Backsteinen von 1868. Ein Neubau der Schule Groden entstand 1911. 

### Eingemeindungen
Die Gemeinden Arensch, Berensch, Cuxhaven, Döse, Duhnen, Groden, Gudendorf, Holte, Insel Neuwerk, Oxstedt, Ritzebüttel, Sahlenburg, Spangen, Stickenbüttel, Süder- und Westerwisch gehörten bis 1864 dem hamburgischen Amt Ritzebüttel und danach der Landherrenschaft Ritzebüttel an. 1926 gingen die Gemeinden Arensch, Berensch, Duhnen, Groden, Gudendorf, Holte, Insel Neuwerk, Oxstedt, Sahlenburg, Spangen, Stickenbüttel, Süder- und Westerwisch in der Landherrenschaft Hamburg auf.
Durch Inkrafttreten des Gesetzes über die Eingemeindung der Landgemeinden Groden, Westerwisch, Süderwisch, Stickenbüttel, Duhnen und Neuwerk mit Scharhörn vom 6. Februar 1935 wurden diese mit Wirkung zum 1. März 1935 dem Gebiet der Stadt Cuxhaven zugeordnet, die wiederum am 1. April 1937 mit dem Groß-Hamburg-Gesetz von Hamburg an den Regierungsbezirk Stade der preußischen Provinz Hannover überging.

### Einwohnerentwicklung
| Jahr      | 1866 | 1867 | 1871 | 1910 | 2006 | 2018 |
| --------- | ---- | ---- | ---- | ---- | ---- | ---- |
| Einwohner | 600  | 611  | 649  | 1026 | 3396 | 2963 |

(Quellen: 1866–1871, 1910 (mit Abschnede), 2006, 2018)

## Stadtrat und Bürgermeister
Auf kommunaler Ebene wird Groden vom Cuxhavener Stadtrat vertreten.

## Bauwerke

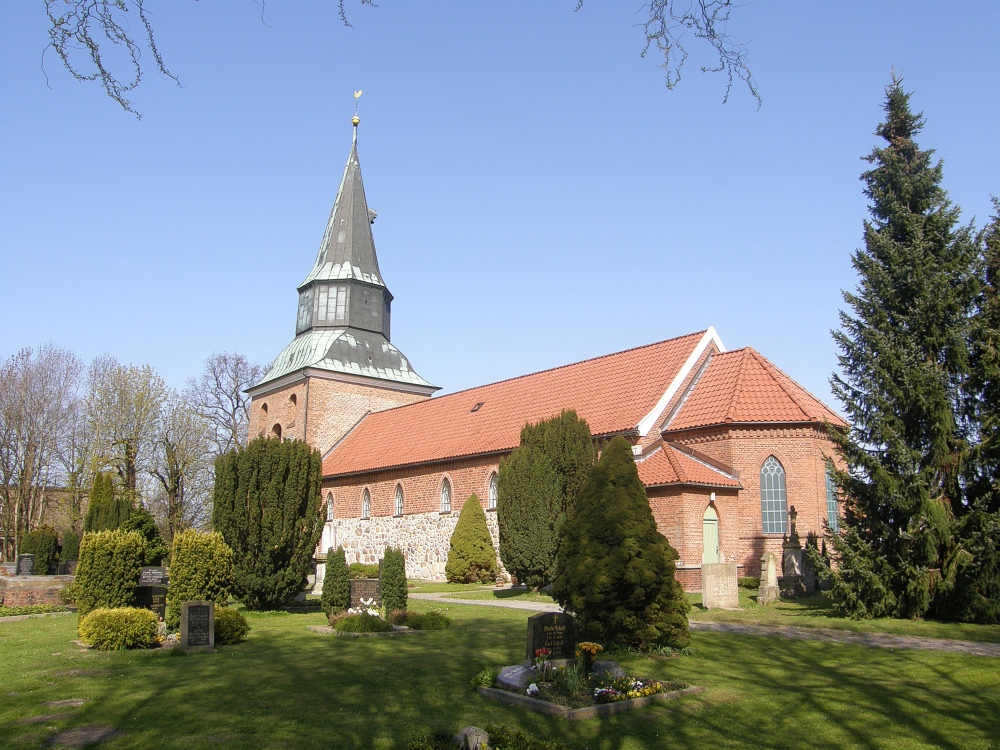
Kirche und Friedhof

- Die um 1200 aus Feldsteinen errichtete Kirche St. Abundus in Groden erhielt ihren Namen nach dem Schutzheiligen St. Abundus.[6]
- Schule Groden von 1911

## Persönlichkeiten

### Söhne und Töchter des Ortes
- Johann Dominikus Schultze (1751–1790), Arzt und Naturforscher
- Heinrich Wilhelm Brandes (1777–1834), Physiker, Meteorologe und Astronom
- Achmet Steinmetz (1878–1947), Architekt
- Erna Becker-Ernst (1885–1945), Komponistin

### Personen, die mit dem Ort in Verbindung stehen
- Hartwig von Spreckelsen (1624–1680), Jurist, Hamburger Ratsherr und Amtmann in Amt Ritzebüttel, er wurde in der Kirche in Groden beigesetzt
- Elias Galli (1650–1712 oder 1714), Maler, der vor allem durch Porträts und Hamburger Stadtveduten bekannt wurde, er schuf 1678 ein Gemälde zum Altar für die Grodener Kirche